# Distretto di Longhua
Il distretto di Longhua (龙华区S, Lónghuá QūP) è un distretto della Cina, situato nella provincia dell'Hainan e amministrato dalla prefettura di Haikou.